# Uharte Arakil
Uharte Arakil (spanisch Huarte-Araquil) ist eine Gemeinde (Municipio) in Navarra in Spanien mit 791 Einwohnern (Stand: 2024).

## Geografie
Uharte Arakil liegt etwa 35 Kilometer westnordwestlich von Pamplona (Iruña) in einer Höhe von ca. 465 m in der baskischsprachigen Zone Navarras. Die Autovía A-10 durchquert die Gemeinde. 

## Geschichte
Die Stadt Araceli der Vaskonen wird bereits von den Römern überliefert. 

## Bevölkerungsentwicklung
| Jahr        | 1900 | 1950 | 1970 | 1981 | 1991 | 2001 | 2011 | 2021 |
| ----------- | ---- | ---- | ---- | ---- | ---- | ---- | ---- | ---- |
| Einwohner   | 882  | 715  | 816  | 861  | 853  | 801  | 836  | 781  |
| Quelle: INE |      |      |      |      |      |      |      |      |

## Sehenswürdigkeiten

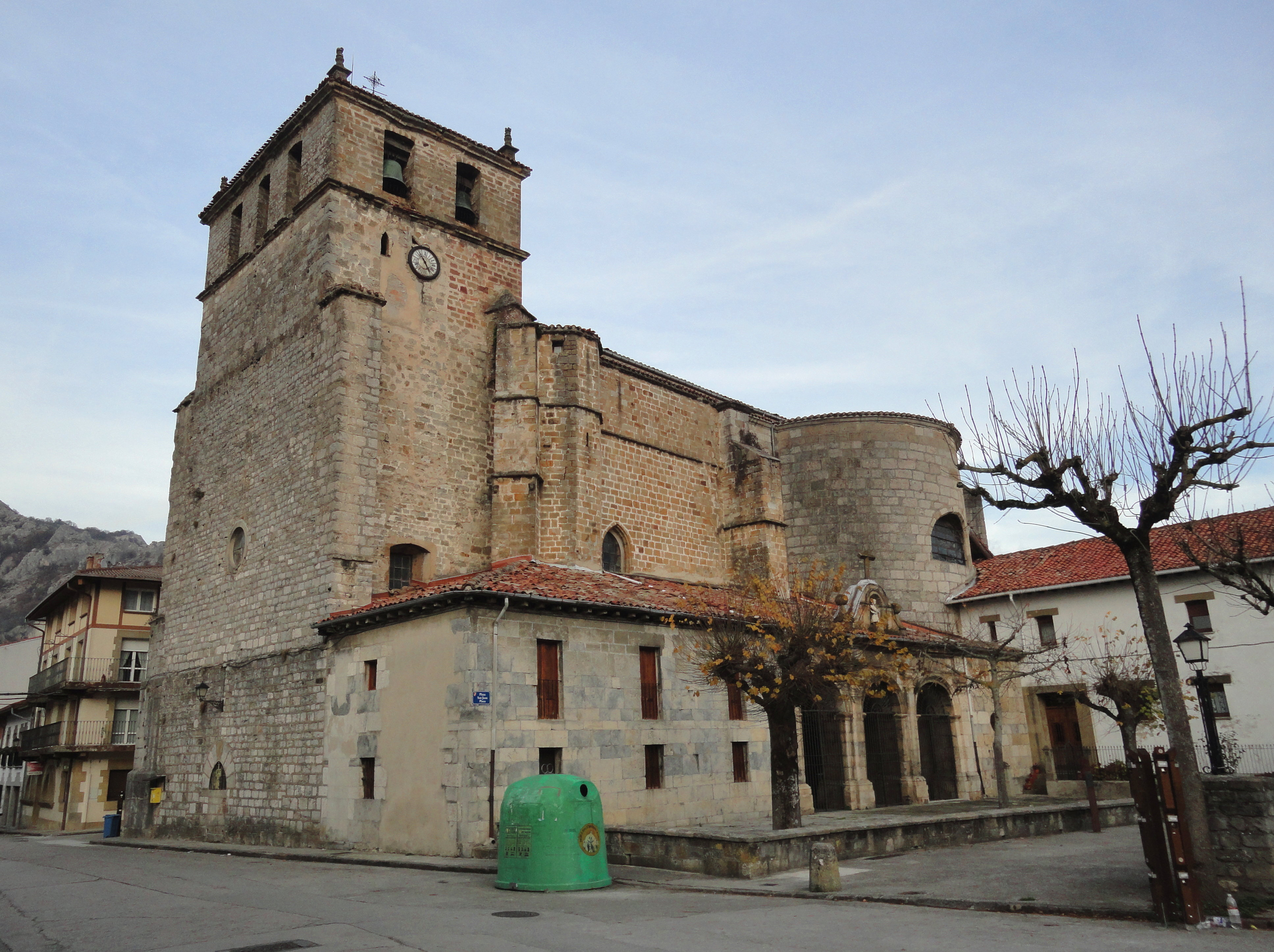
Johannes-der-Täufer-Kirche
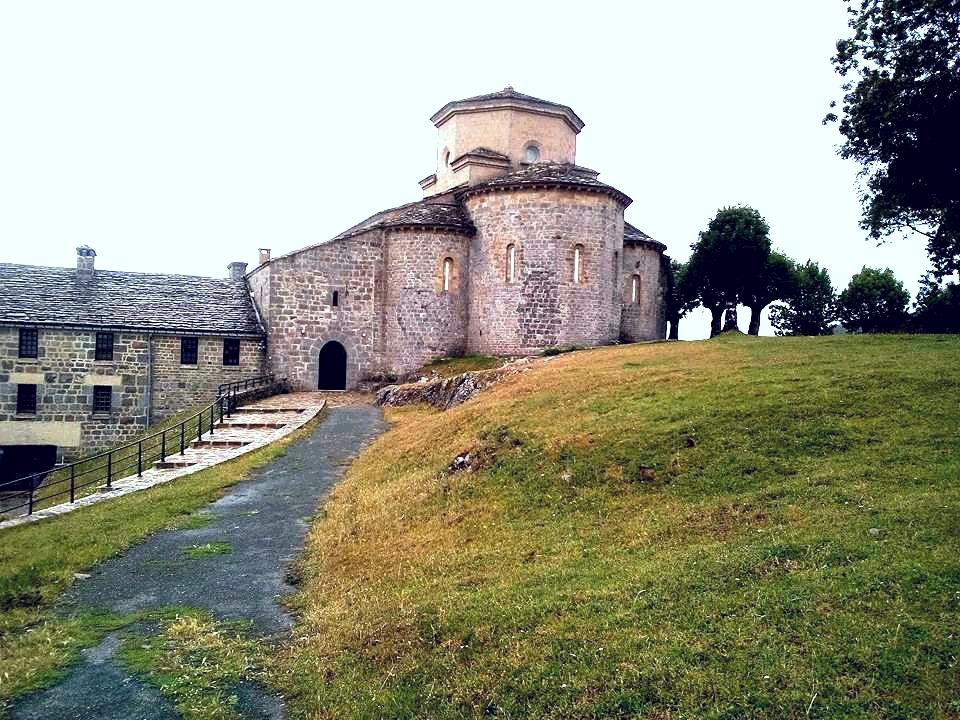
Wallfahrtskirche St. Michael
- Marienkloster von Zamartze
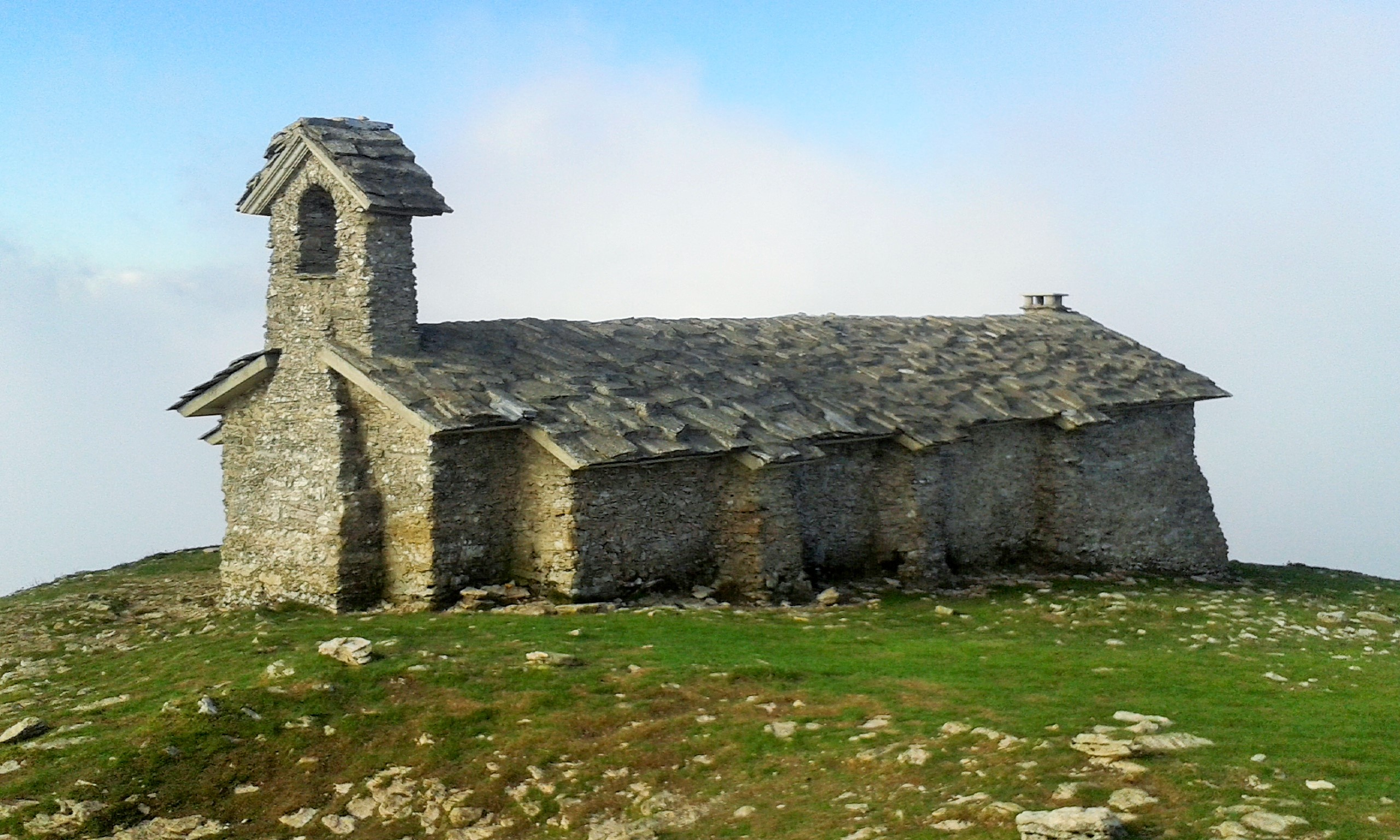
Donatuskapelle
- Luzienkapelle
- Bartholomäuskapelle
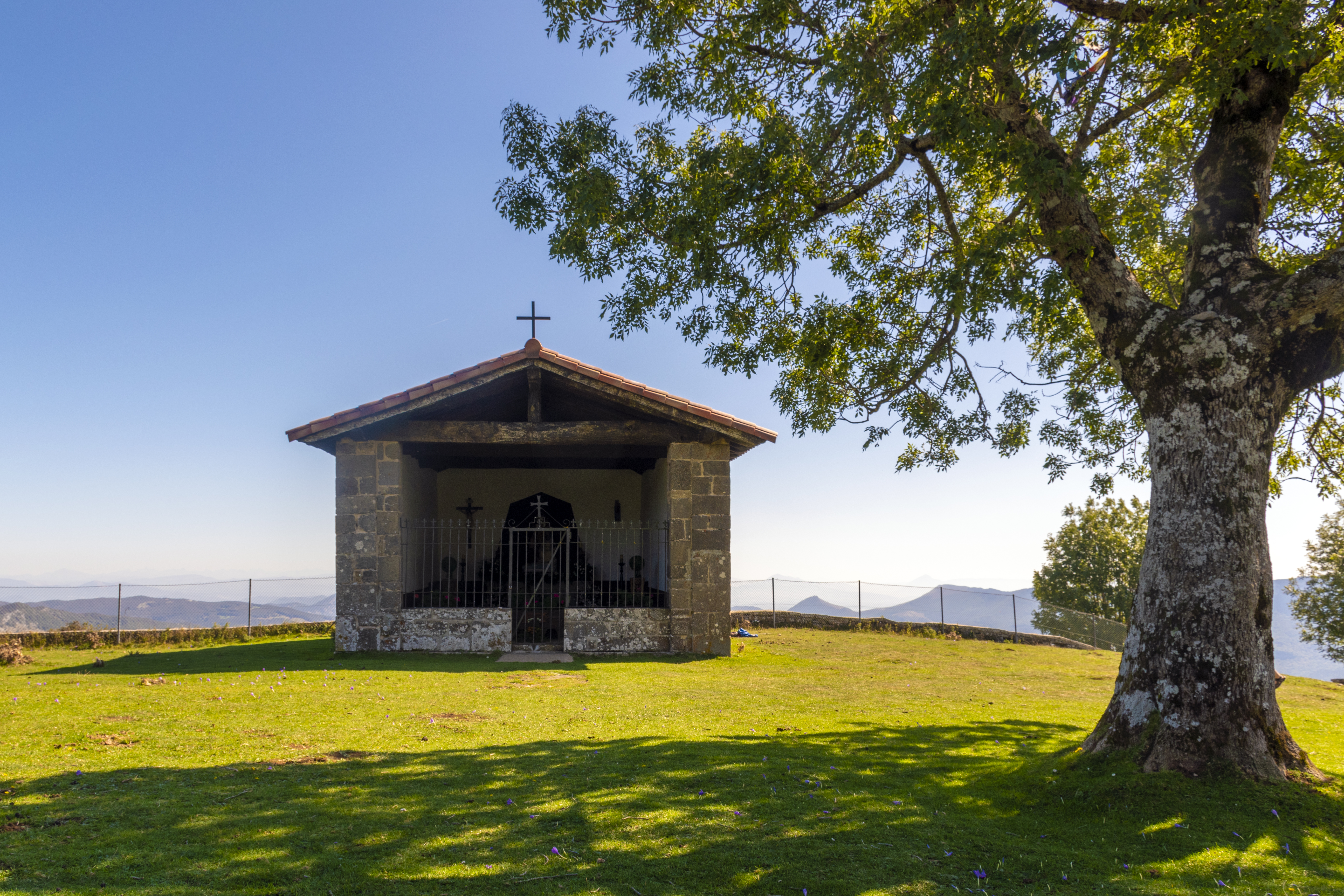
Dreifaltigkeitskapelle
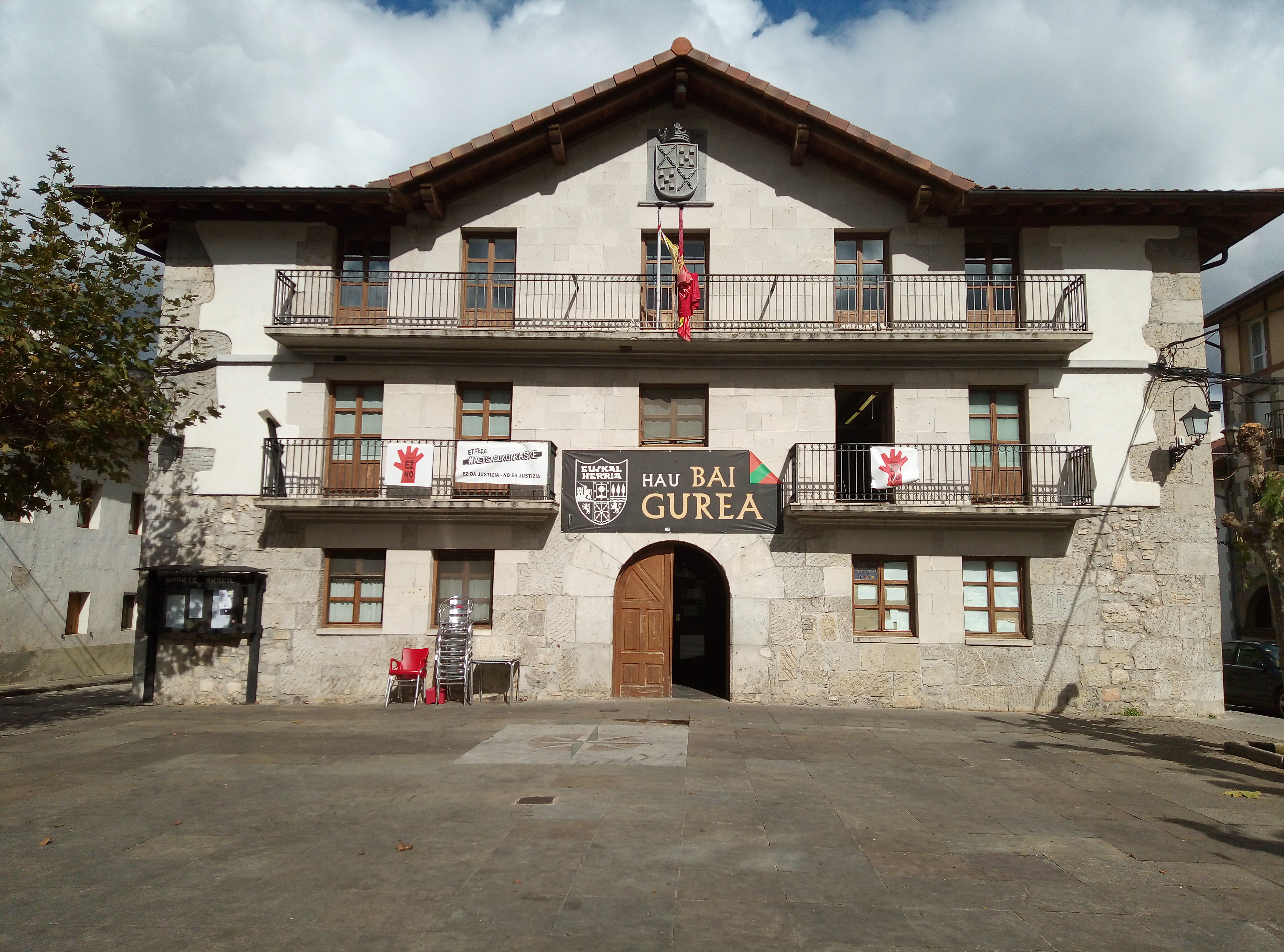
Rathaus

- Johannes-der-Täufer-Kirche
- Wallfahrtskirche St. Michael
- Donatuskapelle
- Dreifaltigkeitskapelle
- Rathaus

## Persönlichkeiten
- Igor Arrieta (* 2002), Radrennfahrer